# ド・ジッター宇宙
ド・ジッター宇宙（ド・ジッターうちゅう、De Sitter universe）とは、ウィレム・ド・ジッターが解いたアルベルト・アインシュタインの一般相対性理論の重力場方程式の三つの解のうちの一つの解であり、密度と圧力がともにゼロで、宇宙項が正の値をとる宇宙である。この解はド・ジッターの名をとってド・ジッター宇宙と呼ばれるようになった。
この模型では、宇宙は空間的に平坦であり、普通の物質を無視し、そして宇宙の力学は宇宙定数により支配されている。この宇宙定数はダークエネルギーに相当すると考えられている。

## 数式
ド・ジッター宇宙は、普通の物質は含まないが、膨張率Hを決める正の宇宙定数をもつ。宇宙定数が大きいほど、膨張率も大きくなる。
{\displaystyle H\propto {\frac {\sqrt {\Lambda }}{M_{pl}}}},
比例定数は、慣例に従う。宇宙定数は {\displaystyle {\Lambda }} であり {\displaystyle M_{pl}} はプランク質量である。
一般に、この解のパッチは、フリードマン・ルメートル・ロバートソン・ウォーカー計量 (FLRW) の膨張する宇宙として示される。スケール因子 は、以下で与えられる。
{\displaystyle a(t)=e^{Ht}\,},
定数Hはハッブル定数でありtは時刻 (time) である。FLRWの空間ではスケール因子 {\displaystyle a(t)} は、空間の測定膨張 (en:Metric expansion of space) を示す。

### 光速より速く離れると
スケール因子の指数関数的膨張は、二つの加速していない観測者は、最終的には、光速より速く離れることを示している。二つの観測者が光速より速く離れる時点になると、観測者はもはや接触することができない。そのため、ド・ジッター宇宙での観測者は、事象の地平面を見ることになる。観測者は、事象の地平面の先は、何も見ることができず、またいかなる情報も取得することはない。もし私たちの宇宙がド・ジッター宇宙に近づいているのなら、私たちはいつか、天の川や重力に束縛されている局所銀河群以外の銀河を観測することができなくなる。

## 宇宙のインフレーションの模型
ド・ジッター宇宙は、最初期宇宙における宇宙のインフレーションに応用される。宇宙のインフレーション模型の多くは、ド・ジッター宇宙に近似しており、時間に依存するハッブル定数を与えている。膨張している現実の宇宙ではなくド・ジッター宇宙を使うと、最初期宇宙のインフレーションは、より単純に計算される。ド・ジッター宇宙を利用することにより、膨張は指数関数的となるが、多くの単純化が可能となる。